# 데라무라 고헤이
데라무라 고헤이(일본어: 寺村 浩平, 2000년 9월 20일~)는 일본의 축구 선수이다.

## 구단 경력
그는 2019년 일본 지역 리그의 이와키 FC에 입단했다. 2020년부터 일본 풋볼 리그로 승격했다. 2021년 일본 풋볼 리그의 나라 클럽로 이적했다. 2022년 일본 풋볼 리그 우승으로 J3리그로 승격했다. 2023년후 현역 은퇴.